# Carita Maury
Vilma Eivor Carita Maury, född 8 november 1946 i Helsingfors, är en finländsk konstnär. Hon är gift med läkaren Peter Maury.
Maury studerade 1972–1976 vid Fria konstskolan och ställde ut första gången 1979. Hon har i sitt koloristiskt starka oljemåleri ofta återkommit till motiv ur växtriket. Solljus och värme strålar ut ur hennes stora dukar, som redan på 1990-talet närmade sig det abstrakta. Sina pastelltonade färger lägger hon på med palettkniv i djupa lager på varandra och bearbetar till en levande yta. Efter en utställningspaus på fem år återvände hon 2004 till sina halvabstrakta motiv, nu i intensiva röda färger, utförda i tempera. Hon har utfört offentliga arbeten bland annat till polishuset i Böle och ett mosaikkonstverk till köpcentret i Mattby. Hon har sedan 1986 undervisat barn och unga vid Annegården i Helsingfors och varit lärare i landskapsmåleri vid Esbo bildkonstnärers sommarkurser.